# Temporada 1947-1948 del FC Barcelona
Les dades més destacades de la temporada 1947-1948 del Futbol Club Barcelona són les següents:

## Plantilla
Font:
|     |                          |      | Total | Total | Campionat de Lliga | Campionat de Lliga | Copa del Generalíssim | Copa del Generalíssim |
| P   | Jugador                  | País | PT    | Gols  | PT                 | Gols               | PT                    | Gols                  |
| --- | ------------------------ | ---- | ----- | ----- | ------------------ | ------------------ | --------------------- | --------------------- |
| POR | Juan Zambudio Velasco    |      | 28    | -33   | 26                 | -31                | 2                     | -2                    |
| POR | Quique                   |      | 0     |       |                    |                    |                       |                       |
| POR | Antoni Ramallets         |      | 0     |       |                    |                    |                       |                       |
| POR | Vicenç Font              |      | 0     |       |                    |                    |                       |                       |
| DEF | Jaume Elias              |      | 28    |       | 26                 |                    | 2                     |                       |
| DEF | Josep Puig "Curta"       |      | 28    |       | 26                 |                    | 2                     |                       |
| DEF | Calo                     |      | 0     |       |                    |                    |                       |                       |
| DEF | Miquel Torra             |      | 0     |       |                    |                    |                       |                       |
| DEF | Gabriel Isal             |      | 0     |       |                    |                    |                       |                       |
| MIG | Josep Gonzalvo           |      | 25    |       | 23                 |                    | 2                     |                       |
| MIG | Francesc Calvet          |      | 25    |       | 23                 |                    | 2                     |                       |
| MIG | Marià Gonzalvo           |      | 23    | 2     | 21                 | 2                  | 2                     |                       |
| MIG | Alfons Navarro           |      | 11    | 3     | 11                 | 3                  |                       |                       |
| MIG | Joan Sans                |      | 6     |       | 6                  |                    |                       |                       |
| MIG | Salvador Sagrera         |      | 1     |       |                    |                    | 1                     |                       |
| MIG | Francesc Virgós          |      | 0     |       |                    |                    |                       |                       |
| MIG | Antoni Esteve Corró      |      | 0     |       |                    |                    |                       |                       |
| DAV | Estanislau Basora        |      | 28    | 11    | 26                 | 11                 | 2                     |                       |
| DAV | Josep Seguer             |      | 22    | 8     | 20                 | 8                  | 2                     |                       |
| DAV | César Rodríguez          |      | 21    | 19    | 19                 | 19                 | 2                     |                       |
| DAV | Manuel Badenes           |      | 14    | 6     | 13                 | 6                  | 1                     |                       |
| DAV | José Valle               |      | 10    | 1     | 9                  | 1                  | 1                     |                       |
| DAV | Vicente Colino           |      | 7     | 3     | 7                  | 3                  |                       |                       |
| DAV | Florencio Caffaratti     |      | 6     | 6     | 6                  | 6                  |                       |                       |
| DAV | Pedro Rocamora "Periche" |      | 5     |       | 5                  |                    |                       |                       |
| DAV | Josep Canal              |      | 5     |       | 5                  |                    |                       |                       |
| DAV | Josep Escolà             |      | 4     | 1     | 3                  | 1                  | 1                     |                       |
| DAV | José Bravo               |      | 3     | 1     | 3                  | 1                  |                       |                       |
| DAV | Lucídio Batista da Silva |      | 3     | 1     | 3                  | 1                  |                       |                       |
| DAV | Antoni Noguera           |      | 3     |       | 3                  |                    |                       |                       |
| DAV | César Rueda              |      | 1     |       | 1                  |                    |                       |                       |
| DAV | Francisco Amorós         |      | 1     | 1     | 1                  | 1                  |                       |                       |
| DAV | Àngel Anjaumà            |      | 0     |       |                    |                    |                       |                       |
| DAV | Francisco Cánovas        |      | 0     |       |                    |                    |                       |                       |
| DAV | Mariano Martín           |      | 0     |       |                    |                    |                       |                       |

## Classificació
| Competició            | Pos. | P  | PG | PE | PP | GF | GC | Campió       |
| --------------------- | ---- | -- | -- | -- | -- | -- | -- | ------------ |
| Campionat de Lliga    | 1r   | 26 | 15 | 7  | 4  | 65 | 31 | CF Barcelona |
| Copa del Generalíssim | VF   | 2  | 0  | 1  | 1  | 0  | 2  | Sevilla CF   |

- Torneig dels Històrics: Campió.

## Resultats
Nota: AFICIONADOS y de RESERVAS del Barça. Los partidos del equipo d'Aficionados, no cuentan en el cómputo general. En ésta temporada, jugó el Campeonato de Catalunya d'Aficionados,en el qual quedó sub-campeón (segun unas notas posteriores), después jugó las eliminatórias del Campeonato d'España, hasta que fue eliminado, y posteriormente jugó el: Torneo de Primavera, (competición menor y sin resultados definitivos). El equipo de: RESERVAS, que sí ha de contar en el cómputo general. Jugó el: Campeonato de Reservas (26 partidos de Liga), de los cuales: sólo se han encontrado resultados en: 18 d'ellos. De los 8 partidos restantes (todos ellos de la 2ª vuelta) 2 fueron suspendidos (contra: Reus y Badalona), y de los 6 restantes (contra: Europa, S.Andreu, Tarrasa, Nàstic, Esp.Industrial y Júpiter), no se sabe si se llegaron a jugar. Tampoco se sabe, si llegó a ser el campeón de ésa competición, y aunque iba líder en la jornada: 17, (de las 26), todo hace creer que no llegó a serlo. Después jugó la: Copa Catalana, de la siguiente forma. Se formaron 16 grupos de 4 equipos y los campeones de grupo jugaron por eliminatórias hasta llegar a la final. El Barça jugó en el grupo: 4º y a doble vuelta contra: Badalona, Horta y España Industrial, quedó 1r. de su grupo y posteriormente superó todas las eliminatórias quedando Campeón, por segundo año consecutivo. De los 6 partidos clasificatórios de grupo, hay uno d'ellos (el 5º contra el Horta), del que no se sabe si se llegó a jugar porque no hay reseñas. Es posible que se jugara. Del grupo de los partidos amistosos, hay también 7 partidos, sin saber si se llegaron a jugar. La mayoría eran de homenajes a Jugadores o Equipos. Al final de todo ésto y para el cómputo general, sólo se contaran los partidos con resultado. (Los 16 partidos sin resultado, no contaran).
| AMISTOSOS |
| --- |
| 15-08-47 LA BISBAL - BARCELONA sense dades |
| 18-08-47 HOSPITALET - BARCELONA sense dades |
| 31-08-47 GRANOLLERS - BARCELONA 1-6 |
| 07-09-47 ESPANYOL-BARCELONA 1-4 |
| 13-09-47 JUPITER - BARCELONA 1-6 |
| 14-09-47 BARCELONA-ESPANYOL 3-4 |
| 18-09-47 SANTS - BARCELONA 2-3 |
| 21-09-47 CAMPEONATO DE RESERVAS GIRONA - BARCELONA (Reserva) 3-4 |
| 24-09-47 EUROPA - BARCELONA 1-2 |
| 28-09-47 CAMPEONATO DE RESERVAS BARCELONA (Reserva) - ESPANYOL 1-1                                                                                                   |
| 05-10-47 CAMPEONATO DE RESERVAS BARCELONA (Reserva) - SANTS 4-1 |
| 12-10-47 CAMPEONATO DE RESERVAS BARCELONA (Reserva) - GRANOLLERS 15-1                                                                                                |
| 19-10-47 BADALONA-BARCELONA 1-4 |
| 26-10-47 CAMPEONATO DE RESERVAS SABADELL - BARCELONA (Reserva) 0-1                                                                                                   |
| 01-11-47 CAMPEONATO DE RESERVAS EUROPA - BARCELONA (Reserva) 1-3 |
| 09-11-47 CAMPEONATO DE RESERVAS BARCELONA(Reserva) - REUS 5-0 |
| 16-11-47 CAMPEONATO DE RESERVAS SANT ANDREU - BARCELONA (Reserva) 1-4                                                                                                |
| 23-11-47 CAMPEONATO DE RESERVAS BARCELONA (Reserva) - BADALONA 2-0                                                                                                   |
| 30-11-47 CAMPEONATO DE RESERVAS BARCELONA (Reserva) - TARRASA 7-0 |
| 07-12-47 CAMPEONATO DE RESERVAS NÀSTIC - BARCELONA (Reserva) 1-0 |
| 13-12-47 CAMPEONATO DE RESERVAS LA ESPAÑA INDUSTRIAL - BARCELONA (Reserva) 0-4                                                                                       |
| 21-12-47 CAMPEONATO DE RESERVAS BARCELONA (Reserva) - JÚPITER 8-1 |
| 25-12-47 BARCELONA-SITTARDSE BOYS 8-4 |
| 28-12-47 BARCELONA-SITTARDSE BOYS 3-0 |
| 04-01-48 CAMPEONATO DE RESERVAS BARCELONA (Reserva) - GIRONA 7-1 |
| 08-01-48 ROGERFLOR - BARCELONA 0-3 |
| 11-01-48 CAMPEONATO DE RESERVAS ESPANYOL - BARCELONA (Reserva) 1-2                                                                                                   |
| 18-01-48 CAMPEONATO DE RESERVAS - SANTS - BARCELONA (Reserva) - (Suspendido - El partido se jugó el dia: 25-04-48 - Estando ya finalizado el Campeonato de Reservas. |
| 27-01-48 MATARÓ - BARCELONA 2-6 |
| 28-01-48 CAMPEONATO DE RESERVAS GRANOLLERS - BARCELONA (Reserva) 0-3                                                                                                 |
| 01-02-48 CAMPEONATO DE RESERVAS BARCELONA (Reserva) - SABADELL 5-0                                                                                                   |
| 08-02-48 CAMPEONATO DE RESERVAS BARCELONA (Reserva) - EUROPA 9-1 |
| 15-02-48 CAMPEONATO DE RESERVAS REUS - BARCELONA (Reserva) suspes |
| 22-02-48 CAMPEONATO DE RESERVAS BARCELONA (Reserva) - SANT ANDREU 3-2                                                                                                |
| 29-02-48 CAMPEONATO DE RESERVAS BADALONA - BARCELONA (Reserva) suspes                                                                                                |
| 07-03-48 CAMPEONATO DE RESERVAS TERRASSA - BARCELONA 2-6 |
| 19-03-48 BARCELONA-TOULOUSE 0-1 |
| 19-03-48 CAMPEONATO DE RESERVAS BADALONA - BARCELONA 0-7 |
| 28-03-48 CAMPEONATO DE RESERVAS BARCELONA (Reserva) - NÀSTIC ajornat                                                                                                 |
| 29-03-48 LLEIDA - BARCELONA 1-2 |
| 04-04-48 CAMPEONATO DE RESERVAS BARCELONA (Reserva) - LA ESPAÑA INDUSTRIAL 4-2                                                                                       |
| 11-04-48 CAMPEONATO DE RESERVAS JÚPITER - BARCELONA (Reserva) sense dades                                                                                            |
| 18-04-48 COPA CATALANA LA ESPAÑA INDUSTRIAL - BARCELONA (Reserva) 3-4                                                                                                |
| 18-04-48 GIRONA - BARCELONA 2-2 |
| 25-04-48 CAMPEONATO DE RESERVAS SANTS - BARCELONA (Reserva) 0-2 |
| 25-04-48 COPA CATALANA BARCELONA (Reserva) - HORTA 2-2 |
| 02-05-48 COPA CATALANA BADALONA - BARCELONA (Reserva) 1-3 |
| 05-05-48 FIGUERES - BARCELONA 2-2 |
| 06-05-48 FIGUERES - BARCELONA 3-2 |
| 09-05-48 COPA CATALANA BARCELONA (Reserva) - LA ESPAÑA INDUSTRIAL 2-2                                                                                                |
| 16-05-48 COPA CATALANA HORTA - BARCELONA (Reserva) 0-7 |
| 17-05-48 BARCELONA - ESPANYOL 4-1 |
| 23-05-48 COPA CATALANA BARCELONA (Reserva) - BADALONA 5-3 |
| 23-05-48 REUS - BARCELONA 1-1 |
| 23-05-48 TORNEO DE HISTÓRICOS BARCELONA-REAL MADRID 1-0 |
| 27-05-48 TROFEU PRIMAVERA POBLESEC - BARCELONA 4-5 |
| 31-05-48 TORNEO HISTORICOS REAL MADRID-BARCELONA 0-1 |
| 05-06-48 TORNEO HISTORICOS BARCELONA-ATHLETIC BILBAO 2-0 |
| 06-06-48 COPA CATALANA IGUALADA - BARCELONA (Reserva) 3-0 |
| 06-06-48 TERRASSA - BARCELONA 1-1 |
| 13-06-48 TORNEO DE HISTÓRICOS ATHLETIC BILBAO-BARCELONA 5-0 |
| 13-06-48 COPA CATALANA BARCELONA (Reserva) - IGUALADA 5-1 |
| 16-06-48 CALELLA - BARCELONA 2-1 |
| 20-06-48 ZARAGOZA-BARCELONA 1-1 |
| 20-06-48 COPA CATALANA BARCELONA (Reserva) - SANT ANDREU 2-1 |
| 24-06-48 COPA CATALANA SANT ANDREU - BARCELONA (Reserva) 2-3 |
| 24-06-48 MATARO - BARCELONA 1-2 |
| 26-06-48 MALGRAT - BARCELONA 1-2 |
| 27-06-48 COPA CATALANA SAN MARTIN - BARCELONA (Reserva) 1-1 |
| 27-06-48 GRACIENSE - BARCELONA sense dades |
| 28-06-48 VINAROZ - BARCELONA 1-3 |
| 29-06-48 - Trofeo Teresa Herrera BARCELONA-PORTO 2-1 |
| 04-07-48 BARCELONA - LAUSANNE 6-1 |
| 04-07-48 COPA CATALANA BARCELONA (Reserva) - SAN MARTÍN 4-1 |
| 11-07-48 FINAL DE LA COPA CATALANA BARCELONA (Reserva) - VILLANUEVA 4-3                                                                                              |

| Campionat de Lliga |

| 21 setembre 1947 | CF Barcelona  | 2 - 1 | RC Celta de Vigo | Barcelona                   |  |
| Jornada 1        | César 54' 60' |       | Antón 79'        | Camp de les Corts · Ocaña · |  |

| 28 setembre 1947 | CE Alcoià | 0 - 2 | CF Barcelona           | Alcoi                        |  |
| Jornada 2        |           |       | Colino 11' · César 40' | Estadi del Collao · Echave · |  |

| 5 octubre 1947 | CF Barcelona | 1 - 1 | Club Gimnástico de Tarragona | Barcelona                          |  |
| Jornada 3      | César 81'    |       | Roig 50'                     | Camp de les Corts · Vilalta Bars · |  |

| 12 octubre 1947 | Reial Madrid CF | 1 - 1 | CF Barcelona      | Madrid                                     |  |
| Jornada 4       | Barinaga 65'    |       | Clemente (pp) 31' | Estadio Metropolitano · Melcon Bartolome · |  |

| 26 octubre 1947 | CD Sabadell CF             | 2 - 4 | CF Barcelona                                           | Sabadell                                |  |
| Jornada 5       | Navarro 30' · Telechea 34' |       | César 4' · Telechea (pp) 12' · Badenes 18' · Bravo 73' | Estadi de la Creu Alta · Vilalta Bars · |  |

| 2 novembre 1947 | CF Barcelona | 1 - 1 | RC Celta de Vigo | Barcelona                              |  |
| Jornada 6       | Escolà 18'   |       | Pahiño 86'       | Camp de les Corts · Melcon Bartolome · |  |

| 9 novembre 1947 | Reial Societat | 0 - 0 | CF Barcelona | Sant Sebastià                    |  |
| Jornada 7       |                |       |              | Estadi d'Atotxa · Vilalta Bars · |  |

| 16 novembre 1947 | CF Barcelona                     | 4 - 0 | Real Gijón CD | Barcelona                       |  |
| Jornada 8        | Navarro 13' · Basora 34' 41' 89' |       |               | Camp de les Corts · Azon Roma · |  |

| 23 novembre 1947 | Sevilla CF                              | 4 - 0 | CF Barcelona | Sevilla                                            |  |
| Jornada 9        | Arza 1' 22' · López 25' · Guillamon 29' |       |              | Estadio de Nervión · Tamarit Falguera (València) · |  |

| 30 novembre 1947 | CF Barcelona                 | 2 - 1 | Club Atlético de Madrid | Barcelona                           |  |
| Jornada 10       | César 35' · Gonzalvo III 87' |       | Campos 12'              | Camp de les Corts · Campos Santin · |  |

| 7 desembre 1947 | RCD Espanyol   | 2 - 1 | CF Barcelona | Barcelona                      |  |
| Jornada 11      | Segarra 1' 48' |       | Badenes 38'  | Estadi de Sarrià · Azon Roma · |  |

| 14 desembre 1947 | CF Barcelona | 1 - 1 | València CF | Barcelona                    |  |
| Jornada 12       | Amorós 29'   |       | Igoa 79'    | Camp de les Corts · Obiols · |  |

| 21 desembre 1947 | Club Atlético de Bilbao        | 3 - 2 | CF Barcelona             | Bilbao                                              |  |
| Jornada 13       | Panizo 5' 85' · Arechavala 57' |       | Colino 35' · Navarro 42' | Estadi de San Mamés · Tamarit Falguera (València) · |  |

| 4 gener 1948 | Real Oviedo CF     | 2 - 2 | CF Barcelona            | Oviedo                                  |  |
| Jornada 14   | Echevarria 39' 70' |       | Basora 21' · Seguer 82' | Estadio de Buenavista · Álvarez Pérez · |  |

| 11 gener 1948 | CF Barcelona                          | 3 - 0 | CE Alcoià | Barcelona                              |  |
| Jornada 15    | Badenes 30' · Seguer 72' · Basora 81' |       |           | Camp de les Corts · Placido González · |  |

| 18 gener 1948 | Club Gimnástico de Tarragona | 1 - 2 | CF Barcelona            | Tarragona                                  |  |
| Jornada 16    | Roig 42'                     |       | Badenes 21' · César 31' | Estadi de l'Avinguda Catalunya · Galende · |  |

| 25 gener 1948 | CF Barcelona                           | 4 - 2 | Reial Madrid CF               | Barcelona                                      |  |
| Jornada 17    | Seguer 2' · Basora 28' 58' · César 43' |       | Gallardo 68' · Rafa Yunta 76' | Camp de les Corts · Asensi Martín (València) · |  |

| 1 febrer 1948 | CF Barcelona             | 2 - 1 | CD Sabadell CF | Barcelona                           |  |
| Jornada 18    | César 56' · Da Silva 86' |       | Gaju 80'       | Camp de les Corts · Álvarez Antón · |  |

| 8 febrer 1948 | RC Celta de Vigo              | 3 - 2 | CF Barcelona          | Vigo                                       |  |
| Jornada 19    | Zubeldia 3' · Hermida 52' 56' |       | César 6' · Basora 70' | Estadi de Balaídos · Celestino Rodríguez · |  |

| 15 febrer 1948 | CF Barcelona                                                  | 6 - 0 | Reial Societat | Barcelona                    |  |
| Jornada 20     | Navarro 18' · Basora 23' 35' · Florencio 32' · Seguer 59' 75' |       |                | Camp de les Corts · Incera · |  |

| 24 febrer 1948 | Real Gijón CD | 1 - 4 | CF Barcelona                                | Gijón                         |  |
| Jornada 21     | García 74'    |       | Florencio 55' 68' · Basora 61' · Colino 89' | Estadi El Molinón · Galende · |  |

| 29 febrer 1948 | CF Barcelona                                            | 6 - 0 | Sevilla CF | Barcelona                                  |  |
| Jornada 22     | César 3' 29' 33' · Florencio 16' 20' · Gonzalvo III 77' |       |            | Camp de les Corts · De Mazagatos Vicario · |  |

| 7 març 1948 | Club Atlético de Madrid  | 2 - 2 | CF Barcelona             | Madrid                           |  |
| Jornada 23  | Silva 69' · Escudero 81' |       | Florencio 7' · César 24' | Estadio Metropolitano · Echave · |  |

| 28 març 1948 | CF Barcelona                       | 5 - 1 | RCD Espanyol | Barcelona                           |  |
| Jornada 24   | César 28' 48' 64' 71' · Seguer 44' |       | Diego 15'    | Camp de les Corts · Álvarez Pérez · |  |

| 4 abril 1948 | València CF | 1 - 3 | CF Barcelona                        | València                       |  |
| Jornada 25   | Igoa 22'    |       | Seguer 3' · César 62' · Badenes 79' | Estadi de Mestalla · Galende · |  |

| 11 març 1948 | CF Barcelona                         | 3 - 0 | Club Atlético de Bilbao | Barcelona                                  |  |
| Jornada 26   | Seguer 12' · Badenes 18' · Valle 22' |       |                         | Camp de les Corts · Arqué Martín (Aragó) · |  |

| Copa del Generalíssim |

| 2 maig 1948              | Club Atlético de Madrid | 2 - 0 | CF Barcelona | Madrid                                         |  |
| Vuitens de final - anada | Vidal 2' · Escudero 15' |       |              | Estadio Metropolitano · Arqué Martín (Aragó) · |  |

| 9 maig 1948                | CF Barcelona | 0 - 0 | Club Atlético de Madrid | Barcelona           |  |
| Vuitens de final - tornada |              |       |                         | Camp de les Corts · |  |